# 匈牙利—波兰关系
匈牙利和波兰两国之间的关系可以追溯到中世纪时期，这两个中欧国家的人民由于曾被同一个统治阶级统治且文化与信仰相近，因此一直以来都有着深厚的友谊以及近乎兄弟般的情谊。在两个国家里，纪念双方友谊的纪念日均为3月23日。
从1370年到1382年，波兰王国和匈牙利王国因共有一个君主——拉約什一世——而进入了一段较为个人化的联合时期。在波兰历史中，这段时期也被称作“皮雅斯特王朝时期的波兰”，当时，拉约什一世从他的舅舅卡齐米日三世手中继承了波兰王国的王位，拉约什一世死后，什拉赫塔因不愿受匈牙利人统治而决定结束与匈牙利的联盟关系，并将拉约什一世的小女儿雅德维加立为波兰新君，而匈牙利人的新君主则是拉约什一世的大女儿玛丽（mary）。1440-1444年间，匈波之间的第二次私人联盟曾短暂存在。
目前，匈波两国都是北大西洋公约组织正式成员，且加入日期均为1999年3月12日，两国也都是欧洲联盟成员国，还都属于維謝格拉德集團。
匈波两国的高级官员经常在一周内多次会晤，两国领导人也为加强双边关系并更加密切地合作而经常进行秘密会晤。具有匈波血统的政治科学家dominik hejj曾表示：“匈波两国之间的关系十分坚定，基本每周都有波兰使节访问匈牙利，反之亦然。”还曾有一位政治专家表示，匈波两国的通力合作经常让布鲁塞尔方面（指欧盟）陷入尴尬处境，因为两国关系非常密切，甚至连欧盟都无可奈何。

## 历史关系
匈波之间的良好关系能追溯到中世纪时期。波兰和匈牙利的贵族家族（比如波兰的皮雅斯特王朝和匈牙利的阿尔帕德家族）之间经常通婚。拉約什一世自1342年开始兼任匈牙利和克羅埃西亞王國的国王，从1370年开始又兼任波兰国王，直至其于1382年去世为止。拉约什一世同时是其父安茹-西西里家族（house of Anjou-sicily）的查理一世的继承人和其舅父卡齐米日三世（波兰国王，皮雅斯特王朝的末代君主）的继承人。卡齐米日三世没有正式的男性后代作为其合法继承人。显然，卡齐米日三世为确保王室血统的延续并避免造成混乱，将其外甥匈牙利的拉约什一世立为其波兰王位的继承人。拉约什一世死后，其小女儿雅德维加接过了波兰的王座，并在后来成为了波兰历史上最为家喻户晓的君主之一。匈波两国在15世纪时又曾短暂地共有过同一位君主，即波兰雅盖隆王朝的瓦迪斯瓦夫三世·雅盖隆契克，但他在瓦尔纳战役与奥斯曼帝国的交战中阵亡，年仅20岁。在16世纪，波兰将匈牙利贵族巴托里·斯特凡选为其国王，后世认为巴托里是波兰历史上最伟大的统治者之一。

## 1848年匈牙利革命
在1848年匈牙利革命中，一位名叫约瑟夫·贝姆的波兰将军成为了波匈两国共同的民族英雄。1848年末，约瑟夫·贝姆奉命守卫特兰西瓦尼亚，之后又在1849年担任塞凯伊人部队的指挥官。1848年10月20日，波兰将军Jozef wysocki与匈牙利政府签订协议，准备组建一支规模为1200人的波兰步兵营。在协定签署后，wysocki在匈牙利组建的波兰志愿军团达到了2090名步兵和400名轻骑兵（uhlan，波兰语：Ułan，也音译为乌兰）的规模，这支部队参与了1849年春的arad要塞包围战，还参与了在szolnok、hatvan、tapio-bicske和isaszeg发生的所有主要战斗。在1849年8月的蒂米什瓦拉（temesvar）战役结束后，匈牙利在vilagos投降，波兰志愿军团中的800名残兵逃往土耳其  。

## 戰間期
波苏战争期间（1919-1921），在库恩·贝洛的匈牙利苏维埃共和国被推翻后，匈牙利曾试图派遣30000名骑兵援助波兰，但捷克斯洛伐克政府不允许匈军穿过捷匈两国之间的非军事区（一战结束后确立）进入波兰，尽管如此，匈牙利还是对波兰给予了弹药支援。
1920年7月初，以泰莱基·帕尔伯爵为首相的匈牙利政府作出了帮助波兰的决定，在战争的关键时刻，匈牙利从罗马尼亚购入大批军火并全部无偿转交给波兰，其中共有4800万发毛瑟步枪弹、1300万发曼利夏步枪弹、部分火炮弹药、3万支毛瑟步枪以及上百万步枪零件、440座野战厨房以及80台野战烤箱。1920年8月12日，波兰的斯凯尔涅维采（skierniewice）收到了上述军需物资，另外还收到了由位于布达佩斯的切佩爾区的manfred Weiss工厂制造的2200万发毛瑟步枪弹。这是波兰军事史上最为重要的一次来自他国的军事援助。 
波兰和匈牙利从中世纪时期到20世纪早期一直接壤，一战结束后，获胜的协约国一方在巴黎和会期间将原本属于战败国匈牙利的上匈牙利地区、喀尔巴阡鲁塞尼亚以及当地的所有斯拉夫人口全部转交给新成立的捷克斯洛伐克共和国（该国人口由斯拉夫人、德意志人和匈牙利人混合而成）。在1938年9月30日的慕尼黑協定上，捷克斯洛伐克被以英国为首的西欧阵营出卖，落入德国之手，波兰和匈牙利见此局面，出于各自利益以及两国共同利益，外交和准军事手段软硬兼施，试图协力恢复两国间的历史边境线，即争取让喀尔巴阡鲁塞尼亚地区回归匈牙利。在1938年11月2日的第一次維也納仲裁裁決上，波兰和匈牙利两国都从斯洛伐克获得了部分领土，波匈之间也再次接壤。
到1939年三月中旬，德国出于军事考虑，认为匈波接壤对自身不利。希特勒翻脸不承认第一次维也纳仲裁的结果，允许匈牙利接管喀尔巴阡鲁塞尼亚的剩余部分（当时居住在此地区的鲁辛人将这里变成了自己的自治区，自称‘喀尔巴阡乌克兰’）。阿道夫·希特勒同时对匈牙利发出警告，不得再对斯洛伐克的残余部分再有领土要求（匈牙利当时还想吞并更多领土）。希特勒当时的意图是将斯洛伐克作为其入侵波兰的跳板。1939年3月，希特勒在匈波边境问题上又改了主意，决定背弃德国的盟友乌克兰民族主义者组织。当时的乌克兰民族主义者组织已经在1938年在喀尔巴阡乌克兰地区的乌日霍罗德郊外的一处sich（在乌克兰语中指扎波罗热哥萨克的行政及军事中心）中开始组建乌克兰武装力量，波兰当局将这个紧邻本国东南部的乌克兰人的军事基地视作迫在眉睫的威胁，因为波兰东南部的乌克兰民族人口数量十分可观  。希特勒更关心的问题则是如果喀尔巴阡鲁塞尼亚地区的乌克兰人组建起了自己的武装并协助德军入侵苏联，那么乌克兰民族主义者必然在事后要求建立独立的乌克兰民族国家，这与希特勒的“只利用乌克兰的自然及农业资源，而不允许乌克兰人建立自己的独立政府”的设想是相左的。

## 第二次世界大战
很快，希特勒就会对自己先前对喀尔巴阡乌克兰作出的决定感到后悔。六个月后，在德国入侵波兰期间，匈牙利摄政王霍爾蒂·米克洛什海军上将基于匈波之间的长期友谊，宣称匈牙利针对德国入侵波兰一事的态度事关“匈牙利的民族荣誉”，之后，匈波边境的重要性便凸显出来。希特勒想让自己的部队穿越喀尔巴阡鲁塞尼亚并从东南方对波兰发起另一波攻势，意图更快地完成对该国的征服。匈牙利对德国这一要求的拒绝使得上万名波兰军事人员得以向南逃入匈牙利和罗马尼亚，进而进入法国以及归属法国管辖的叙利亚。波兰军队的有生力量得以得到保存，并成为了当时的同盟国阵营中继英法之后的第三大力量。另外，波兰和英国的军情特工以及信使（包括克里斯蒂娜·斯卡贝克在内）还曾利用刚刚划归给匈牙利的喀尔巴阡乌克兰地区作为穿越喀尔巴阡山并往返波兰的路径。

## 1956年革命
1956年，布达佩斯的学生为表示对“波兰十月事件”中的波兰的支持以及对在自己国家进行类似的改革的诉求而展开示威游行，这也是1956年匈牙利革命的起因之一。在匈牙利革命爆发后，波兰人还曾集体献血，以表示对匈牙利人的支持。截至1956年11月12日，共有11196名波兰人完成了此举。波兰红十字会还给匈牙利空投了44吨医疗补给，通过铁路和公路完成的运输量更大。

## 友谊日
2007年3月12日，匈牙利国会宣布每年的3月23日为“匈波友谊日”，先前的投票结果为324票支持，0票反对，0人弃权。4天后，波兰国会经口头表决后宣布本国的“波匈友谊日”也为3月23日。

## 2016 – 匈牙利－波兰团结年
2016年2月29日，匈牙利国民议会经投票表决后一致同意，颁布法令宣布2016年为匈牙利－波兰团结年。法令规定，为纪念1956年6月的波兹南反共产主义起义爆发60周年以及在四个月后紧跟着发生的匈牙利反苏联革命爆发60周年，匈牙利国内将在全年中组织国家庆祝活动。决议由众议院议长（house speaker）、匈牙利的波兰少数民族发言人以及议会中的其他五个政党的领导人共同提交。波蘭参议院在2月较早时也通过了内容一致的法令，波蘭众议院也对该法案表示了通过。在匈牙利议会上，一个以ryszard terlecki为领导的波兰代表团还参与其中。

## 常驻外交使团
- 匈牙利在华沙设有使馆，在克拉科夫设有领事馆，在弗罗茨瓦夫设有副领事馆[13]。
- 波兰在布达佩斯设有大使馆[14]。